# Atenas Setentrional
Atenas Setentrional (em grego: Βορείου Τομέα Αθηνών) é uma unidade regional da Grécia, localizada na região da Ática. É formada pela porção nordeste da região metropolitana da capital grega.

## Administração
Foi criada a partir da reforma administrativa instituída pelo Plano Calícrates de 2011, através de uma divisão da antiga prefeitura de Atenas. É subdividida em 12 municípios; são eles (numerados conforme o mapa):
- Agia Paraskevi (3)
- Marousi (8)
- Chalandri (35)
- Filothei-Psychiko (36)
- Iraklio (17)
- Kifisia (21)
- Lykovrysi-Pefki (22)
- Metamorfosi (23)
- Nea Ionia (25)
- Papagou-Cholargos (28)
- Penteli (29)
- Vrilissia (9)